# Brunhuvad myrfågel
Brunhuvad myrfågel (Myrmelastes brunneiceps) är en fågel i familjen myrfåglar inom ordningen tättingar.

## Utbredning och systematik
Fågeln förekommer i södra Peru (Cusco, Madre de Dios, Puno) och in i västcentrala Bolivia. Den behandlas som monotypisk, det vill säga att den inte delas in i några underarter.

## Status
IUCN kategoriserar den som livskraftig.